# Jean-Paul Véret-Lemarinier
Jean-Paul Veret-Lemarinier, né le 12 octobre 1944 à Chaumont-en-Vexin et mort le 17 février 2021 à Fontenay-lès-Briis, est un illustrateur français, connu pour avoir dessiné de nombreux timbres-poste.

## Biographie
Formé à l'École nationale supérieure des arts décoratifs et à l'École Estienne à Paris, Jean-Paul Veret-Lemarinier débute par des dessins pour la joaillerie et des pochettes de disques notamment pour Pathé-Marconi où il rencontre le graveur Jacques Combet qui travaillait déjà aussi sur les timbres-poste.
En 1977, il commence à travailler avec le Bureau d'études des postes et télécommunications d'outre-mer et son premier timbre est émis en 1977 à Djibouti.
Son premier timbre pour la France est émis le 26 novembre 1984. Ce timbre Croix-Rouge représente la peinture La corbeille rose de Caly. Par la suite, il a reproduit principalement des œuvres d'art au format d'un timbre-poste.
Il a reçu plusieurs récompenses pour ses timbres et les cachets premier jour qu'il a dessinés. En 2001, le prince Rainier de Monaco lui demande dessiner le timbre Croix-Rouge sur Sainte-Dévote.
En décembre 2003, il est nommé directeur artistique pour la conception des timbres de Mayotte.

## Œuvres

### Timbres français d'Andorre
- « Jeux olympiques de Turin », 6 février 2006.

### Timbres de France
Sauf mention contraire, les timbres suivants ont été imprimés en héliogravure.
- « Croix-Rouge : La Corbeille rose de Caly », 26 novembre 1984.
- « Nicolas de Staël, Nature morte au chandelier », 3 juin 1985[2].
- « Jean Dubuffet, L'Égaré », 16 septembre 1985.
- « Maurice Estève, Skibet », 14 avril 1986.
- « Saint Jean-Marie Vianney, dit curé d'Ars 1786-1859 », gravé en taille-douce par Jacky Larrivière, 5 mai 1986.
- « Alberto Magnelli, Virginia », 26 juin 1986.
- Œuvre de « Bram van Velde 1895-1981 », 27 avril 1987.
- « Falaises d'Étretat d'après Eugène Delacroix », 15 juin 1987.
- « Camille Bryen, Précambrien », 14 septembre 1987.
- « Croix-Rouge : La Fuite en Égypte de Melchior Broederlam », 23 novembre 1987.
- « 25e anniversaire du traité sur la coopération franco-allemande » (portraits de Konrad Adenauer et de Charles de Gaulle), émission conjointe avec la République fédérale d'Allemagne, 15 janvier 1988.
- « Yves Klein, Anthroprométrie de l'époque bleue », 23 janvier 1989.
- « Georges Seurat, Le Nœud noir », gravé en taille-douce par Claude Durrens, 15 avril 1991.
- « Max Ernst 1891-1976, Après nous la maternité », émission conjointe avec la RFA, 11 octobre 1991.
- « Gaston Fébus 1331-1391 » à travers une des enluminures de son Livre de la chasse, gravé en taille-douce par Pierrette Lambert, 13 juillet 1991.
- « Fondation d'Ajaccio 1492 » (Sandro Botticelli, La Vierge et l'enfant), 4 mai 1992.
- « Télégraphe Chappe 1793-1993 », gravé en taille-douce par Raymond Coatantiec, 12 juillet 1993.
- « Croix-Rouge : saint Nicolas » d'après l'imagerie de Metz, gravé en taille-douce par Claude Durrens, 29 novembre 1993.
- « Georges Simenon » (avec vue sur le quai des Orfèvres), émission conjointe avec la Belgique et la Suisse, dessiné avec D. Roegiest et gravé par Claude Andréotto (impression mixte héliogravure/taille-douce), 25 octobre 1994.
- « Croix-Rouge : Tapisserie d'Arras - XVe siècle - saint Vaast », mise en page d'un dessin de Pierrette Lambert, 28 novembre 1994.
- « Pont de Normandie », gravé en taille-douce par Pierre Albuisson, 23 janvier 1995.
- « Croix-Rouge : Tapisserie de Saumur » (Louis XIII à cheval), mise en page d'un dessin de Pierrette Lambert, 15 mai 1995.
- « Berthe Morisot 1841-1895, Le Berceau », mise en page, 9 octobre 1995.
- « Cathédrale de Chambéry », 10 juin 1996.
- « Train Ajaccio-Vizzavona », 1er juillet 1996.
- « Château du Plessis-Bourré », gravé par Claude Jumelet, 26 mai 1997.
- « Les Salles-Lavauguyon », 16 juin 1997.
- « Réunion de Mulhouse à la France », 16 mars 1998.
- « Baie de Somme », 29 juin 1998.
- « Stéphane Mallarmé 1842-1989 », gravé par Pierre Albuisson pour une impression mixte offset-taille-douce, 7 septembre 1998.
- « Nature de France : chats et chiens », d'après photographies, série de quatre timbres, 4 octobre 1999.
- « Henry Louis Duhamel du Monceau 1700-1782 », gravé par Pierre Albuisson, 15 mai 2000.
- « Nogent-le-Rotrou - Eure-et-Loir », vue du château, gravé en taille-douce par Jacky Larrivière, 30 avril 2001.
- « Émile Zola 1840-1902 », 7 octobre 2002.
- « Capitales européennes : Luxembourg », bloc-feuillet illustré de quatre timbres, 10 novembre 2003.
- « Diên Biên Phu - Hommage aux combattants », 10 mai 2004.
- « Henri Wallon 1812-1904 », 15 novembre 2004.
- « Hommage aux mineurs - Courrières 1906-2006 », d'après une œuvre de Lucien Jonas, 6 mars 2006.

### Timbres du Japon
- « La Paix » (Dôme de Genbaku rougeoyant, colombe de la paix au contour arc-en-ciel)[3], un des dix timbres d'un feuillet sur le Mémorial de la paix d'Hiroshima, 20 mars 2003. Le dessin de Véret-Lemarinier et les sept autres repris sur timbres sont issus d'un concours international[4].

### Timbres de Monaco
- « XXVe anniversaire de l'Académie européenne de philatélie 1977-2002 », 14 janvier 2002

### Timbres de Nouvelle-Calédonie
- « Année du coq », bloc de deux timbres, 9 février 2005.
- « Conférence de l'OMS, région du Pacifique Ouest - Nouméa 2005 », 14 septembre 2005.
- « Recherche contre la douleur : Conus geographus », 12 avril 2006.
- « Saison de la Nouvelle-Calédonie en Nouvelle-Zélande », 16 août 2007.